# 第6世代ジェット戦闘機

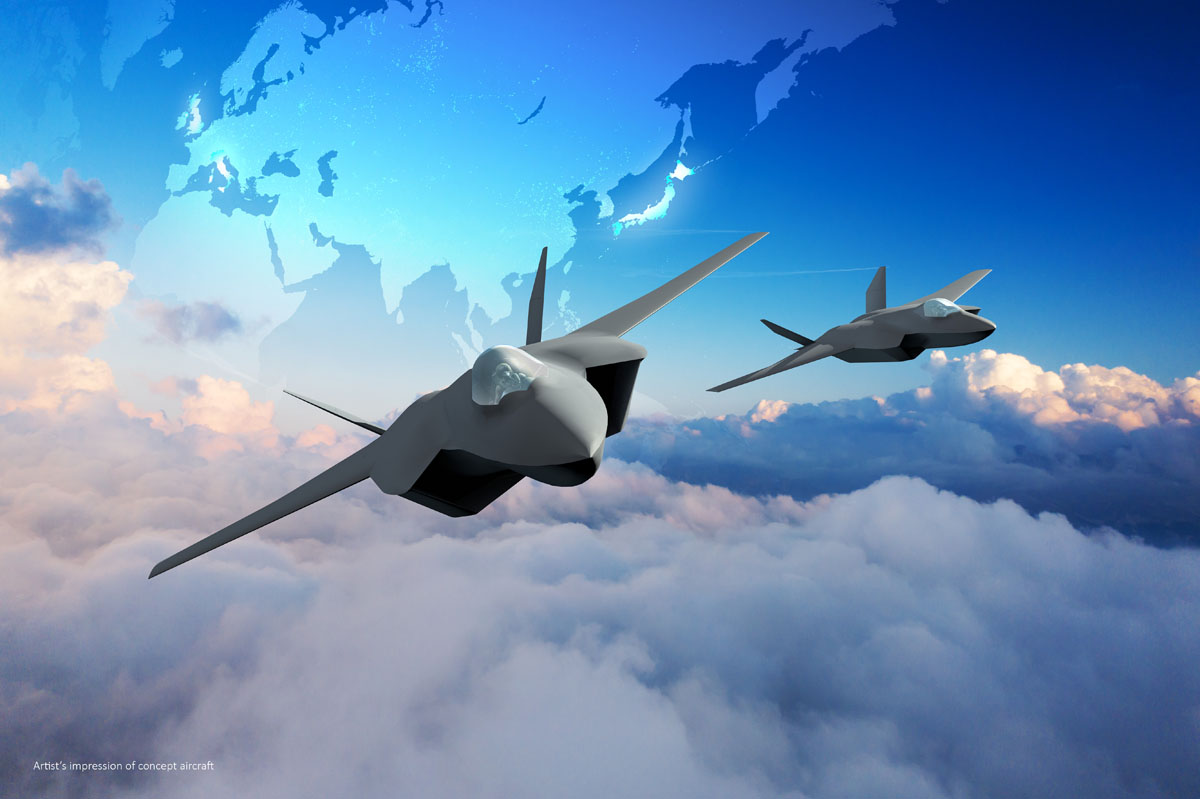
グローバル戦闘航空プログラム (GCAP) のイメージ図

第6世代ジェット戦闘機（だい6せだいジェットせんとうき、英: sixth-generation jet fighter）は戦闘機の概念的な分類の1つである。2020年現在最新の第5世代ジェット戦闘機よりもさらに先進的な設計とされる。従来は単機完結型の設計であったが、第6世代からは単機の性能向上に加えて、クラウドシューティングという機能が実現し、複数の兵器を組み合わせて最適に活用するための部隊全体の情報処理能力も重視されるようになる。
現在、世界の主要な国々において第6世代戦闘機の開発と配備の進展が進行中である。アメリカ空軍は2020年にNGAD計画のフルスケール実証機を製造し試験飛行を行ったと発表した。中国では、2種類の第6世代戦闘機の実機（または技術実証機）が2024年12月に初飛行を行い、それぞれ成飛（成都飛機工業公司）と沈飛（瀋陽飛機工業公司）によって設計された。他の国々の第6世代戦闘機計画については、実機の飛行に関する情報はまだない。
理論上、第6世代戦闘機の特徴として、学術界では以下が主流の認識となっている：
- 第5世代を上回るステルス性能と超音速巡航能力[6]
- 小型レーザーや迎撃弾のような能動防御システムを搭載
- アクティブフェーズドアレイレーダーやそれ以上に進化した技術を採用
- 高度な人工知能コンピュータを搭載し、衛星や多数の僚機、地上戦場システムと連携可能[7]
- 複数の無人機を指揮・制御できる空中小型司令部としての能力[8]
- 人工知能（AI）の活用

## 設計概念
アメリカ空軍のMike Hostage大将は第6世代戦闘機を決定する為の特徴は未定であると述べているが、第6世代戦闘機は長航続距離と高性能を目的としてAdaptive Versatile Engine Technologyのような先進的なエンジンを採用する事が予想される。2012年時点ではリスクを低減するためにエンジン開発は2020年頃に開始可能であり、2028年に海軍、2032年に空軍へ導入開始予定である。
2013年11月、空軍研究所は2030年以降の次世代制空戦闘機に搭載可能なレーザー兵器の要求情報 (PFI) を公開した。空軍は3分野のレーザーに関心を示す:照射、追跡、目標捕捉と敵のセンサーの無力化のための低出力;接近するミサイルから防御のための中出力;と敵の航空機や地上の標的を破壊するための高出力である。レーザーは、システム制御は海面からの高度65,000 ftで、速度はマッハ 0.6 からマッハ 2.5で作動する。
2015年4月には、戦略予算評価センター  (CSBA) は、次世代のアメリカ空軍の戦闘機は従来の小型で機動性の優れた戦闘機よりも大きく、より爆撃機に似ていなければならないと結論付ける報告書を発表した。 1965年以来、1,450回以上の空対空戦闘の分析の結果、長距離兵器やセンサーによって劇的に格闘戦の機会が減少していることが判明した。電子機器と赤外線センサーと高速兵器を使用して強化された防空システムにより、小型、高速、かつ機動性に依存する従来の設計は連携が少なく、迎撃が容易かもしれない。その結果、CSBAは検出または追跡される前に任務を完了するために大幅に強化されたセンサー、熱紋制御、ネットワーク接続状況認識、および超長距離兵器に依存する有意に大型戦闘機の構築を示唆している。 大型航空機は、航続距離が長く、戦闘地域に長時間駐留することが可能で大型レーダーや赤外線検出機能を備え、大型で長射程のミサイルを運ぶ事が出来ると予想される。一つの機体は複数の役割を満たすために、様々なアタッチメントを取り付けることができる。そして少数の大陸間の飛行能力を備えた重武装の軍用機はそれ自体が長距離打撃爆撃機の開発に繋がる。
また、人工知能等による戦闘機の完全無人自律制御を可能にするシステムの搭載も挙げられている。

## 新世代戦闘機のイラスト

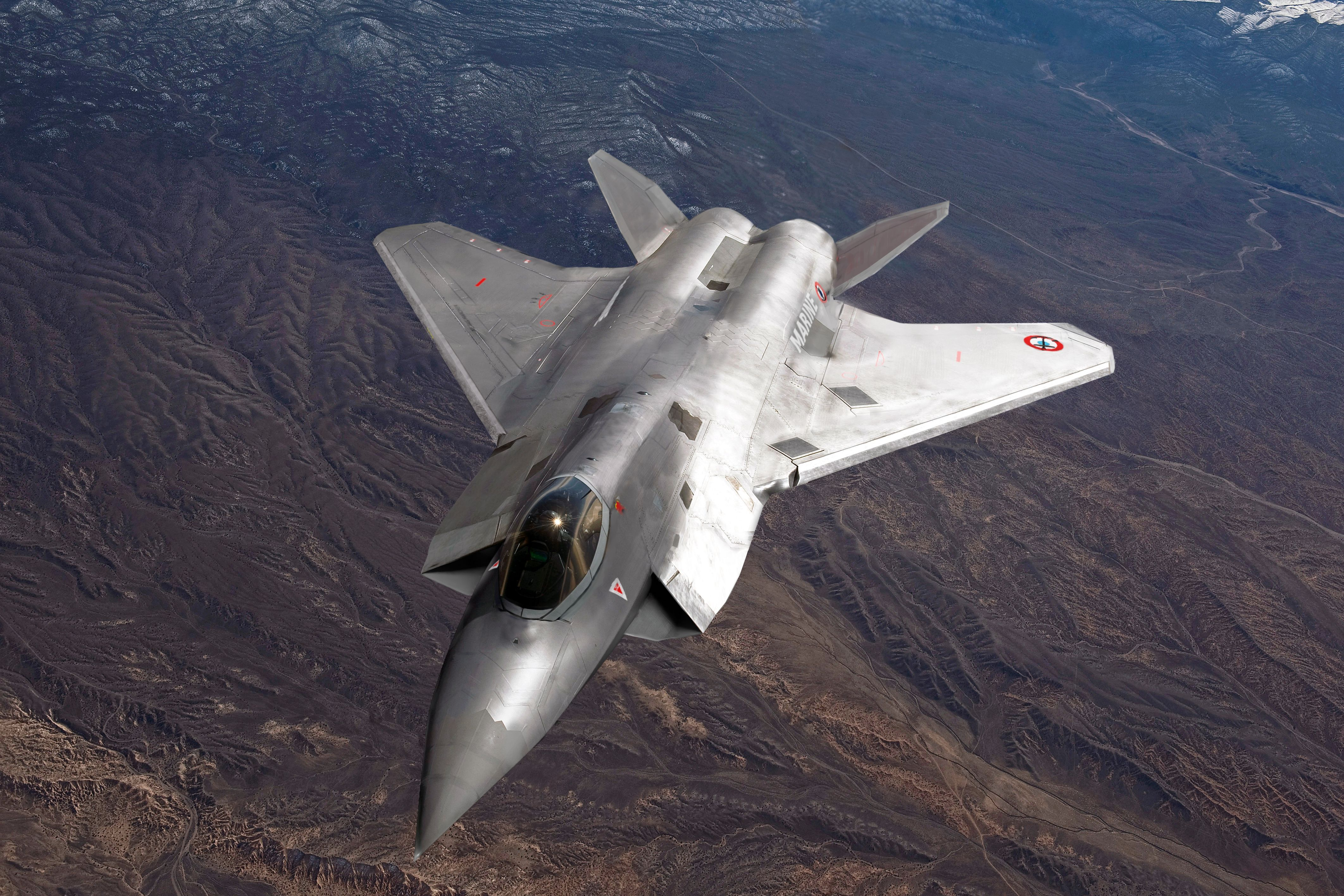
未来戦闘航空システムのコンポーネントである次世代戦闘機
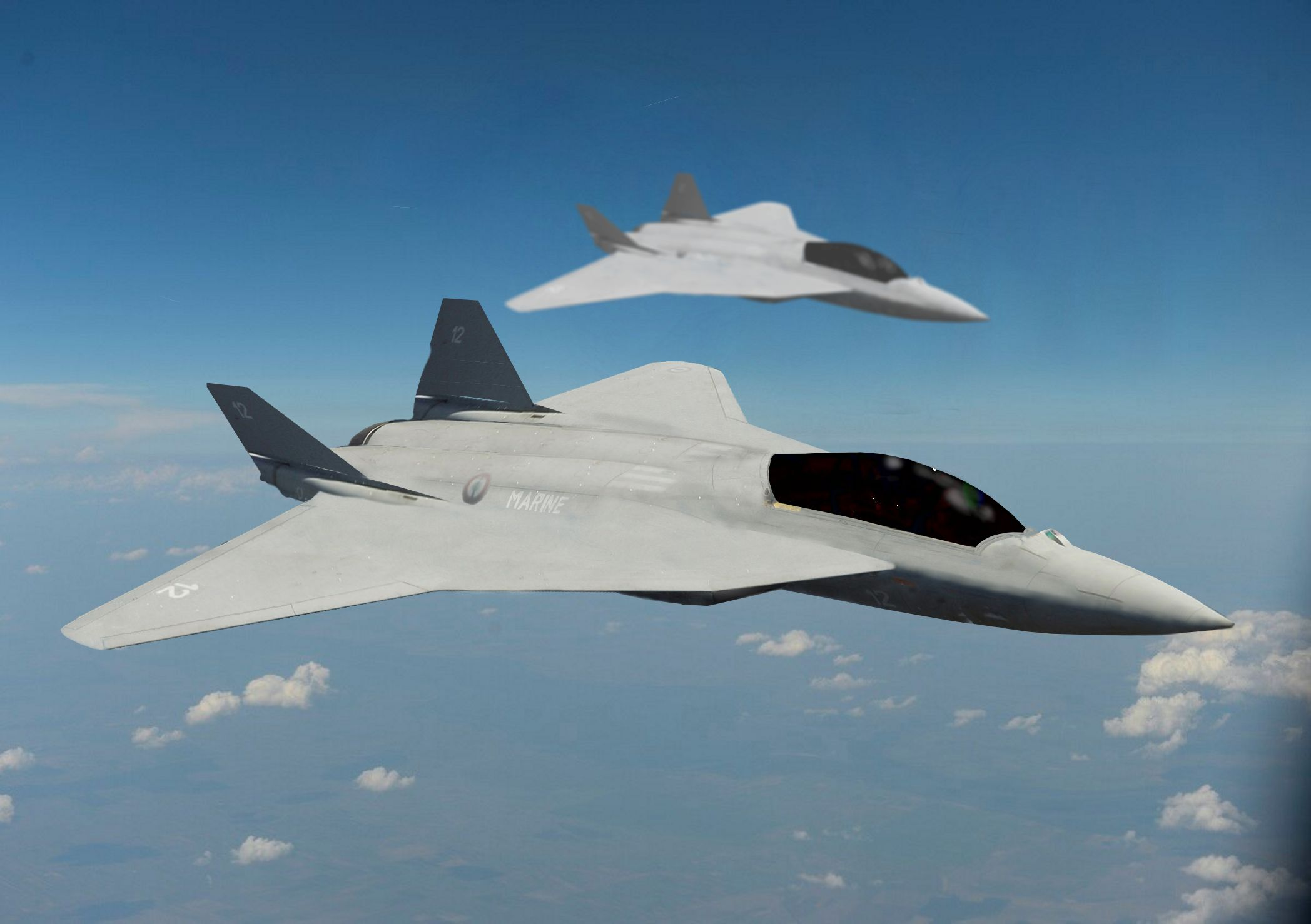
ステルスX.BLマイクロセンサーとカメラ、レーダーシールドを装備する次世代戦闘機
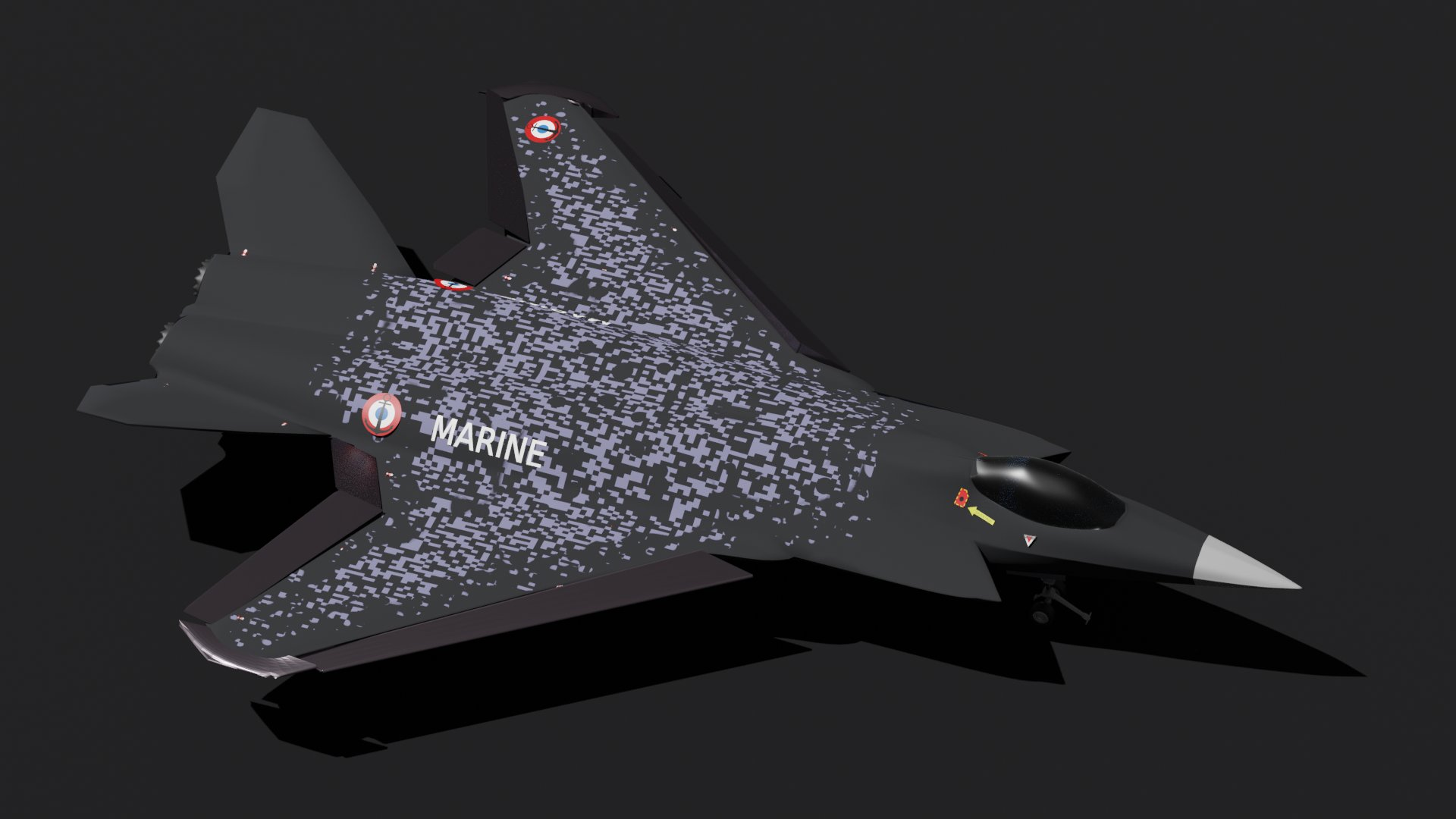
2021年初頭にダッソーが公開した次世代戦闘機

## 第6世代戦闘機計画
| 機種                         | 開発国                   | 開発企業                               | 現状             | 画像 |
| ---------------------------- | ------------------------ | -------------------------------------- | ---------------- | ---- |
| 成飛第6世代戦闘機            | 中国                     | 成都飛機工業公司                       | 実証機試験飛行中 |      |
| 瀋飛第6世代戦闘機            | 中国                     | 瀋陽飛機工業公司                       | 実証機試験飛行中 |      |
| F-47                         | アメリカ合衆国           | ボーイング                             | 開発中           |      |
| F/A-XX戦闘機                 | アメリカ合衆国           | ボーイングまたはロッキード・マーティン | 開発中           |      |
| PAK DP（ミグ-41）            | ロシア                   | ミグ                                   | 開発中           |      |
| 将来戦闘航空システム         | フランス ドイツ スペイン | ダッソー エアバス                      | 開発中           |      |
| グローバル戦闘航空プログラム | イギリス イタリア 日本   | BAEシステムズ レオナルド 三菱重工      | 開発中           |      |

### フランス、ドイツ、スペイン
フランス、ドイツ、スペインの3か国は、将来戦闘航空システム計画において第6世代戦闘機となる有人戦闘機（NGF）の他、随伴する無人戦闘機、ネットワークなどのシステム開発を進めている。NGFは2029年に初飛行、2030年に設計固定、2040-45年に運用開始予定である。

### 日本・イギリス・イタリア
日本・イギリス・イタリアの3か国は英国主導のBAEシステムズ・テンペストと日本のF-Xプログラムを統合したグローバル戦闘航空プログラムにおいて、第6世代戦闘機の開発を進めている。 2030年に初号機の製造、2035年に初号機が納入される予定である。 

### 中国
第5世代戦闘機J-20の開発に成功した中国は、現在、次世代機の開発に取り組んでいる。成都飛機工業公司の主任設計者は、2019年1月に中国が第6世代戦闘機の事前研究を開始したことを明らかにし、2035年までに第6世代戦闘機を導入するという見方を示した。
2023年2月、中国航空工業集団は第6世代戦闘機のコンセプトをSNSで公表した。コンセプトでは無尾翼が採用されており、過去に公開されたイメージとも類似している。 
2024年12月26日、SNS上でJ-20Sとともに飛行する全翼機の映像が複数拡散された。機体のシリアルナンバー(36001)からJ-36と仮称されている。なお、第6世代機戦闘機なのか、J-35に続く中国3番目の第5世代機戦闘機なのかは不明である。中国は2つの第6世代戦闘機の技術検証機の初飛行を実施した。この2機はそれぞれ成飛（成都飛機工業公司）と沈飛（瀋陽飛機工業公司）によって開発された。 
成飛の検証機は、三角翼、三発エンジン（トリプルベクタリングエンジン）、アクティブエアフロー制御システムを採用し、全翼機の形状が特徴である。 
沈飛の検証機は、後退翼、双発エンジンで設計されており、無尾翼構造が採用されている。
両機は中国内外で注目され、特にSNSで公開された写真や動画から、それぞれの技術進展が確認されている。

### アメリカ空軍
アメリカ空軍はF-22の後継として次世代航空支配(NGAD)計画において 第6世代戦闘機の開発を進めている。計画は有人戦闘機・AIM-260 JATM・随伴する無人戦闘機の3要素からなり、2024年に開発発注、2029年に配備を予定している。
2024年7月、アメリカ空軍のフランク・ケンダル空軍長官は、NGAD計画の有人戦闘機開発部分を「一時停止」すると発表したが、2025年3月21日にアメリカ合衆国第47代大統領のドナルド・トランプが、自身の「47代」にちなみF-47と命名することと、ボーイングを主契約企業に指名することを発表した。

### アメリカ海軍
アメリカ海軍はF/A-18E/Fを置き換え、F-35Cを補完するものとして、次世代航空支配(NGAD)計画（空軍と同名であるが別の計画）において、第6世代戦闘機F/A-XXの開発を進めている。2030年代の配備を予定している。

### ロシア
ロシアは、旧式化しつつあるMiG-31の後継としてMiG-41を開発中である。ロシアの軍事専門家ワシリー・カシン氏は本機が第5.5世代又は第6世代戦闘機になると指摘している。2021年1月に開発段階に入ったことが発表され、2025年に初飛行、2028年に運用開始が予定されている。

### インド
インドは、第5世代戦闘機であるAMCAを開発中であり、初期型には5.5世代の技術を搭載する一方、発展型には第6世代戦闘機の技術を搭載予定としている。
しかし、インドは戦闘機開発の産業基盤と技術力が不足しているため、第6世代はおろか第5世代戦闘機開発の実現可能性を疑問視する声もある。